# Promeces puncticollis
Promeces puncticollis är en skalbaggsart som beskrevs av Raffaello Gestro 1895. Promeces puncticollis ingår i släktet Promeces och familjen långhorningar. Inga underarter finns listade i Catalogue of Life.